# Трекессон (замок)
Трекессон (фр. Château de Trécesson) — средневековый замок, расположенный в городе Кампенеак, на окраине коммуны Гер, в департаменте Морбиан, в регионе Бретань, Франция. Является одним из самых впечатляющих замков региона Бретань. По своему типу относится к замкам на воде. Комплекс остаётся в частной собственности. В июне 1922 г замок включён в список исторических памятников Франции. В 2014 году этот статус распространён на окрестности замка.

## Описание
Замок построен на искусственном острове и со всех сторон окружён водой. К замку с южной стороны ведёт мост, перекинутый через широкий ров. Раньше это был не стационарный, а подъёмный мост. Ворота в главный замок находятся в мощной постройке, к которой примыкают две узкие высокие башни. Между ними тянется галерея с зубчатыми стенами. Справа можно видеть длинный, почти глухой фасад. Его венчает двускатной черепичная крыша. На углу находится шестиугольная высокая башня. Внутри имеется двора трапециевидной формы. Восточную часть комплекса занимает длинный жилой корпус, возведённый, вероятно в конце XVIII века. Напротив него, в западной части, различные хозяйственные постройки и небольшая часовня. В ранний период с севера замок замыкался каменной стеной. Но позднее её снесли, открыв проход к воде. В северной части комплекса находится ещё один мост. 

## История

### Ранний период
Жилая укреплённая резиденция на месте нынешнего замка известна с раннего Средневековья. Упоминания о ней содержатся в документах VIII века. Владельцами называются семьи Плоэрмель и Кампенеак. Семья Трекессон, имя которой закрепилось за замком, известна с XIII века. Основателем рода считается рыцарь Жан де Трекессон. Его внук в XIV веке сделал блестящую карьеру и стал коннетаблем Бретани. 
Масштабные строительные работы начались в конце XIV века. Судя по всему, они надолго затянулись. Лишь к началу XV века появилась кольцевая стена с башнями. Заказчиком работ стал Жаном де Трекессоном, камергер герцога Бретани Жана IV.

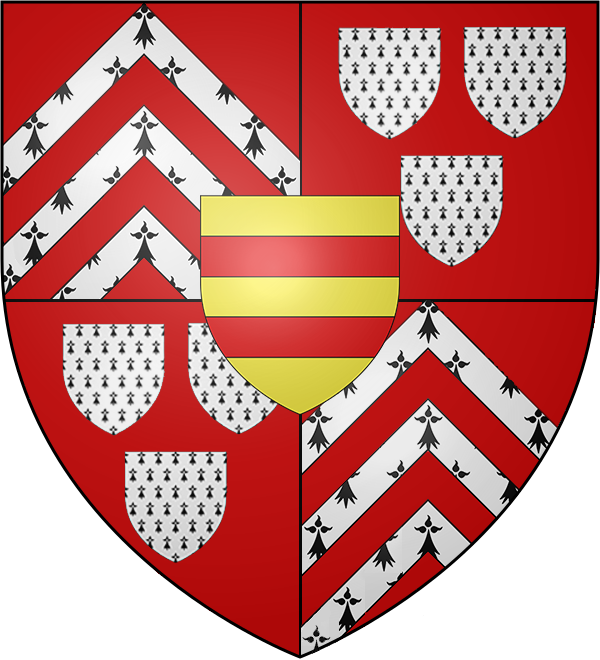
Герб рода Карне-Трекессон

Около 1440 года единственная наследница рода Трекессон вышла замуж за дворянина Эона де Карне. Он присоединил к своей фамилии слово Трекессон. Ему наследовал сын Франсуа, который решил провести реконструкцию замка. С той поры южная часть крепости сохранилась практически без изменений.

### XVIII век и позднее
Резиденция оставалась собственностью семьи Карне-Трекессон до 1773 года. Как это часто не раз случалось, семья осталась без потомков мужского пола. Единственной наследницей обширного имения и замка оказалась Агата де Трекессон. Она вышла замуж за Рене-Жозефа Ле Прест де Шатожирона. Он и стал новым владельцем недвижимости. 
В 1793 году Рене-Жозефа продал замок пехотному генералу Николя Бурелю де Сиври. Позднее комплекс перешёл по наследству к Перриен де Кренан. После этого резиденцию приобрела семья Монтескьё и, наконец, семья Прунеле. Род Прунеле до сих пор является владельцем замка и окружающих земель. Многие представители семьи по прежнему проживают в Тресессоне.

## В массовой культуре
С замком связывают несколько легенд. В основном их сюжеты связаны с такими популярными персонажами как Белая дама и привидения.

## Современное использование
Свободный проход внутрь невозможен. Но по предварительной договорённости в замке возможно проведение экскурсий, свадеб и семинаров.

## Галерея

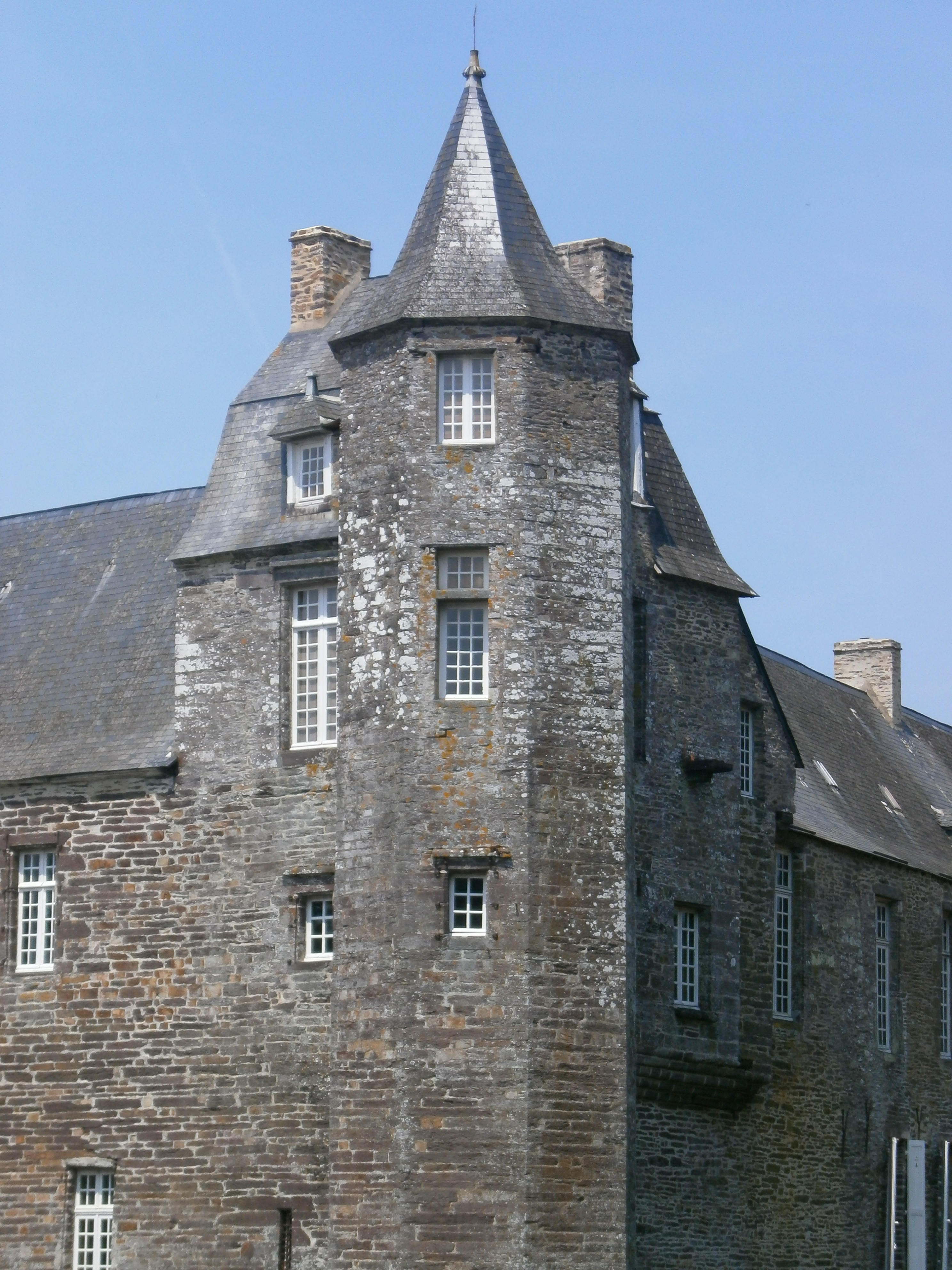
Шестиугольная башня в юго-западном углу
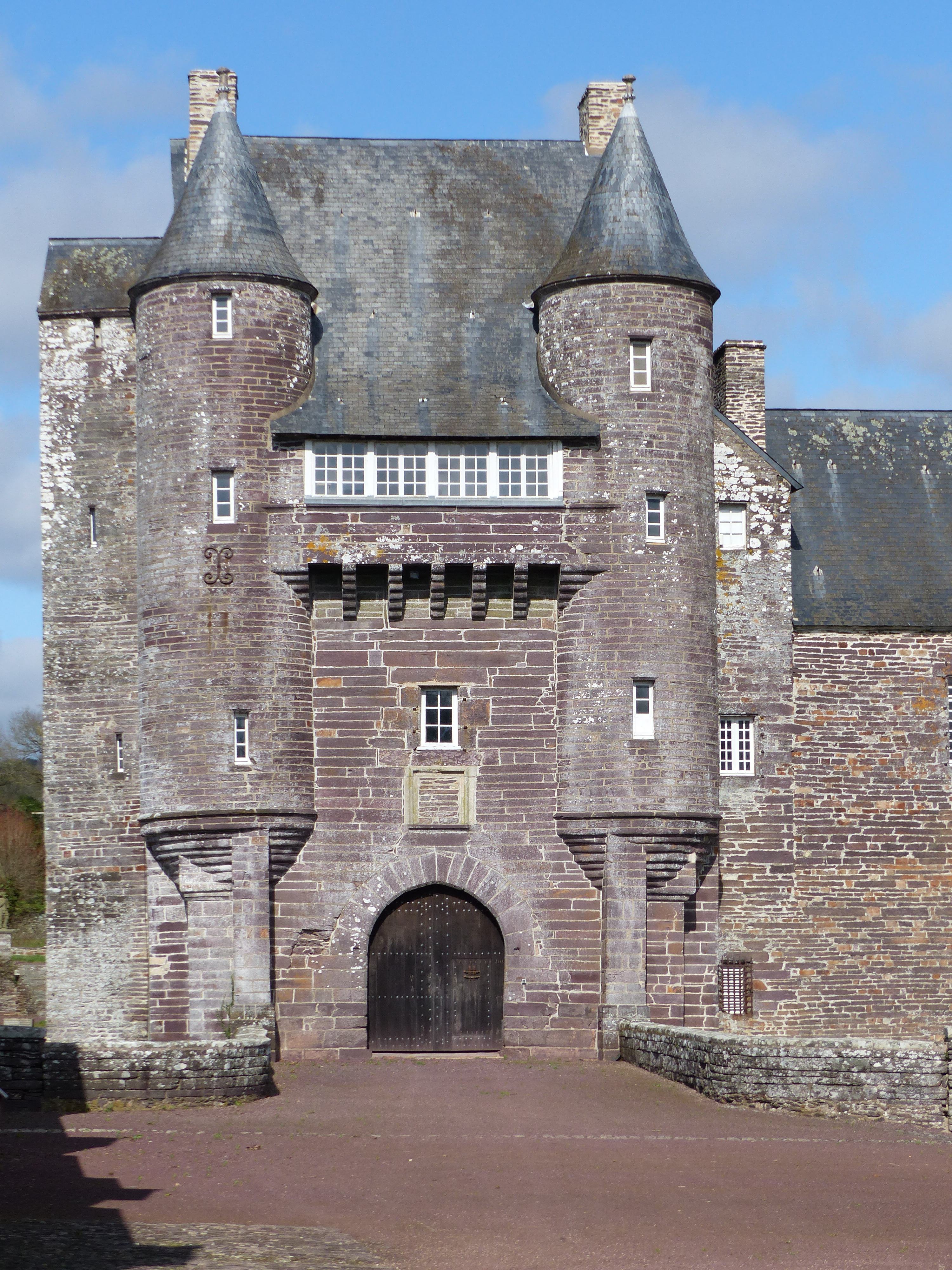
Ворота в башне, ведущие в замок
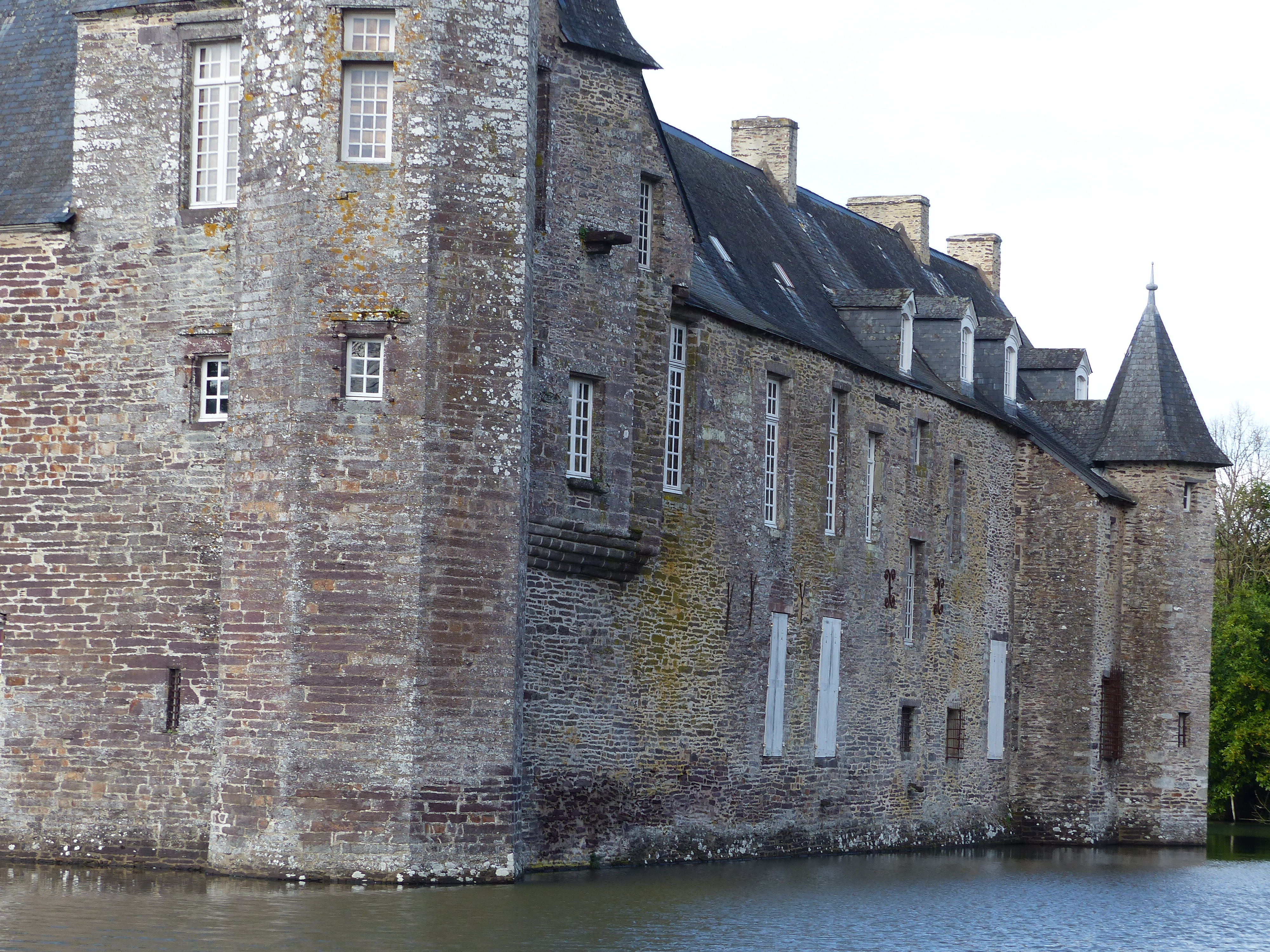
Восточное крыло комплекса
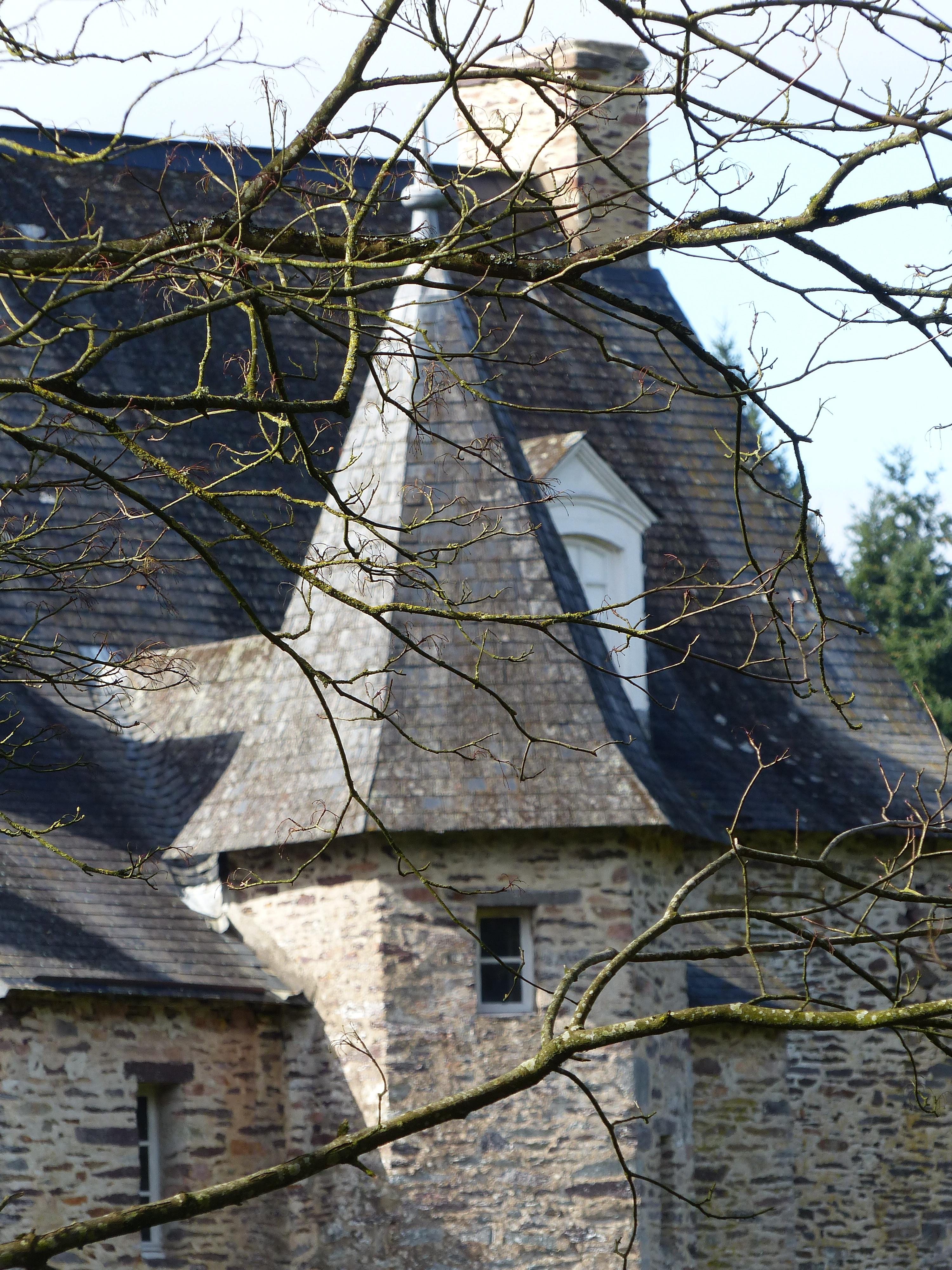
Башенка бартизана
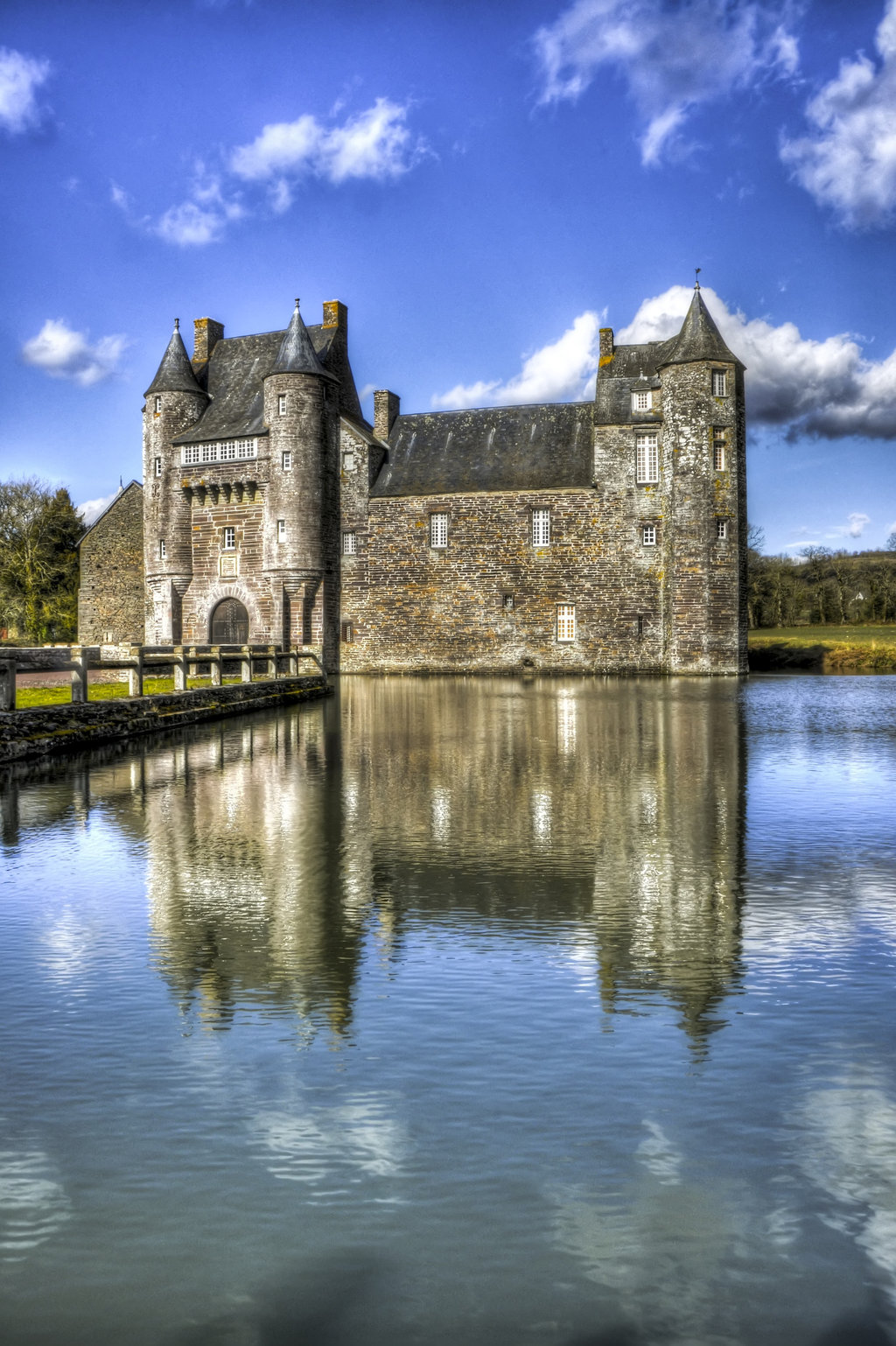
Общий вид замка